# Armengol IV d'Urgell
Pour les articles homonymes, voir Armengol.
Armengol IV, également connu sous les noms Ermengaud IV Ermengol IV) (vers 1050 † 28 mars 1092), dit de Gerp, est un  comte d'Urgell de 1065 à 1092.

## Biographie
Armengol (Ermengol, Ermengaud) est le fils d'Armengol III, comte d'Urgell, et d'Adélaïde de Besalu.
Armengol hérite d'Urgell alors qu'il n'a que dix ans et régne sous la tutelle de sa belle-mère, Sancie d'Aragon, troisième épouse de son père, jusqu'à ses douze ans. Pendant cette courte minorité, la noblesse en profite pour piller et occuper les domaines comtaux. Ce n'est qu'en 1075 qu'Armengol peut reprendre le contrôle du comté sur les nobles.
Armengol est un comte actif. Pendant son règne, Urgell prospère économiquement en recevant les exilés des cités musulmanes de Lérida et de Fraga. En 1076, ayant obtenu la soumission des nobles, il commence à prendre part à la Reconquista de son propre chef, en occupant le bassin de la rivière Sió avec les villages d'Agramunt et d'Almenara en 1076, puis Linyola et Belcaire en 1091. Il conquiert Calassanç et fait construire un château à Gerb, où il meurt, lors des préparatifs d'une campagne pour reprendre Balaguer. La prise se fera durant le règne de son fils, Armengol V, en 1102.
Armengol soutient la réforme grégorienne, qu'il introduit à Urgel.

## Mariages et enfants
Francisco Diago (es), dans son Historia de los condes de Barcelona (1603), considérait qu'Armengol se soit marié deux fois, selon l'analyse d'un testament d'Ermengaud datant de 1081,. À propose de ce document, Varano (2011) souligne que « la question demeure encore ouverte puisque des importantes contradictions chronologiques ne permettent pas une réponse convaincante ».
Il aurait ainsi épousé doña Lucia/Lucie, dont l'état actuelle des ne permet pas de situer, en premières noces avant 1063 , et dont serait issu : 
- Armengol V (1071/75 † 1102), comte d'Urgell.

Veuf, il se remarie, vers 1079 et avant 1081, avec Adélaïde de Provence († 1129), comtesse de Forcalquier, qui donne naissance à :
- Guillaume III († 1129), comte de Forcalquier ;
- Sancha ou Sancie (ca 1092 - 1136).